# Мука Грэма
Мука́ Грэ́ма — вид цельнозерновой пшеничной муки.

## История
Названа в честь американского священника Сильвестера Грэма, получившего известность в первой половине XIX века как пропагандиста диетического питания. Грэм обосновывал рецептуру сохранением «полезных веществ» цельного зерна благодаря наличию отрубей и отказом от потенциально вредного отбеливания муки (для чего в XIX веке применялись алюмокалиевые квасцы и хлор).

## Технология производства
Для производства муки Грэма зёрна пшеницы не размельчаются за раз, все компоненты после грубого помола (отруби, зародыши и вторичный эндосперм) на мельнице разделяют и обрабатывают раздельно. Эндосперм измельчается мелко, образуя основу небелёной желтовато-белой муки, отруби и зародыши измельчают грубо, эти две части затем смешивают. При выпечке получается пышный хлеб с достаточно длительным сроком хранения — «хлеб Грэма».
Также такая мука используется в производстве крекеров, различных многозлаковых хлебов, хлеба с добавкой цельных семян льна, подсолнечника, кунжута.